# Pubistylus
Pubistylus  es un género de plantas con flores perteneciente a la familia de las rubiáceas. Incluye una sola especie: Pubistylus andamanensis Thoth. (1966).
Es nativo del norte del Océano Índico.